# Emmanuil Semjonowitsch Jentschmen
Emmanuil Semjonowitsch Jentschmen (russisch Эммануил Семёнович Енчмен; * 1891 in Tiflis; † 1966) war ein sowjetischer Philosoph.
Jentschmen entwickelte eine „Theorie der neuen Biologie“, die das Verschwinden des Bewusstseins und Denkens im Zusammenhang mit dem Erscheinen des „kommunistischen Systems der organischen Reflexe“ erklärt. Laut der Theorie sei der Mensch nur „ein System organischer Bewegung“, das über rein physiologische Reaktionen verfüge, ohne dass die Psyche dabei eine Rolle spiele. 
Dieser „Jentschmenismus“ wird als Verbindung der Ideen des Reflexforschers Pawlow, mit dem Kantianismus und Machismus beschrieben. Führende russische Kommunisten widersprachen der Theorie, so Bucharin 1923 in der Zeitung „Rotes Neuland“ unter dem Titel „Jentschmeniada (zur Frage der ideologischen Degeneration)“.